# Подляшский язык
Подляшский язык (pudlaśka mova, svoja mova) — проект литературного языка, основой которого являются подляшские говоры, распространённые среди белорусов Подляского воеводства в Польше.
Подляшские говоры, на которых базируется проект литературной нормы, делятся на 3 группы, в зависимости от того, какие согласные развились на месте d и t в позиции перед гласными e и i.

## Современная ситуация
В настоящее время кодификацией литературной нормы с названием «свой язык» занимается редактор белостокского журнала «Провинция» Ян Максимюк. Основой подляшского алфавита стала латиница. В близком к подляшскому западнополесском проекте литературного языка, развивавшемуся в Белоруссии, использовалась кириллица. Кириллическое письмо используется также в лемковском языке, ещё одной восточнославянской литературной норме в Польше.

## Социолингвистическое положение
Согласно переписи населения Польши 2002 году в Подляшском воеводстве Польши (Южное Подляшье) проживает 46 400 человек, которые называют себя белорусами, из них 37 000 относится к группе «подляшей» (Pudlašy), чей язык является одним из диалектов белорусского языка. Населённым пунктом, где проживает больше всего «подляшев», является д. Чижи Подляского воеводства Польши (82 % населения).
Сами подляши идентифицируют свой язык как белорусский (около 30 000 человек), однако в действительности он является довольно отличающимся и своеобразным по сравнению с литературным белорусским, что воспринимается как «не совсем свой язык».
«Своим языком» в 1970-х годах в белорусскоязычной газете «Нива» (бел. Ніва) печаталась Зося Сачко (под эгидой «Белорусского литературного объединения» «Беловежа» вышли три её поэтических сборника: «Pošuki» в 1982, «Nad dniom pochilana» в 1991, «šče odna vesna» в 1995 годах), в 1981 году «Нива» опубликовала поэму Иры Боровик «Čas, kotory vmiraje», в 2002 году «Беловежа» выпустила поэтический томик Виктора Стахвюка «Багрова Тень». Между прочим, уже в начале XX в. были прецеденты попыток творчества на местных говорах (Николай Янчук), но о попытках создания собственного литературного микроязыка в то время ничего не известно.
Белорусы-падляшы писали также литературным белорусским языком, в частности писатели Надежда Артимович, Ян Чиквин и Виктор Швед. До 50 % сотрудников белорусскоязычных СМИ в Польше (газет «Нива», «Czasopis», «Провинция» и белорусскоязычной программы польского радио и телевидения в Белостоке) являются подляшами.
Также в Бельск-Подляски Дорофеем Фиёником издаётся краеведческо-культурный журнал «Бельский гостинэць», который печатает этнографические материалы и записи речей Подляшья на польском, белорусском языках и «своим языком».
Белорусские говоры имеют некоторые общие черты с западнополесскими диалектами белорусского языка (что косвенно даёт повод говорить о некоторых чертах украинских диалектов). Несмотря на вышеперечисленные украинские черты (оканье, звук [v] после гласных, отсутствие дзеканья и цеканья), диалекты Подляшья в большей степени ближе к белорусскому языку, хотя некоторые украинские исследователи считают говоры Подляшья украинскими, а белорусов-падляшев — украинцами. В лексике отслеживается близость подляшских диалектов и белорусского языка, нежели украинского.

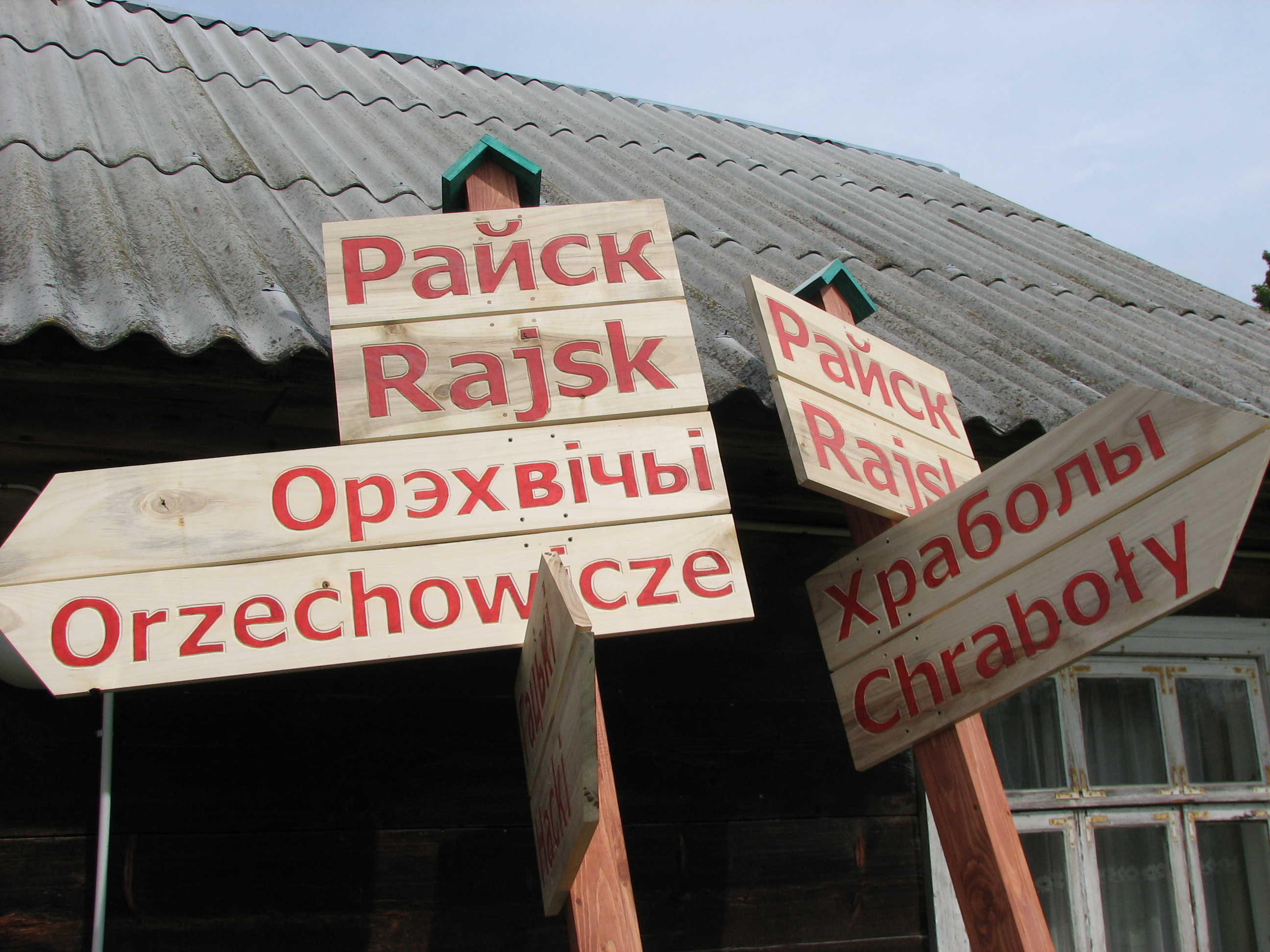
Туристический знак
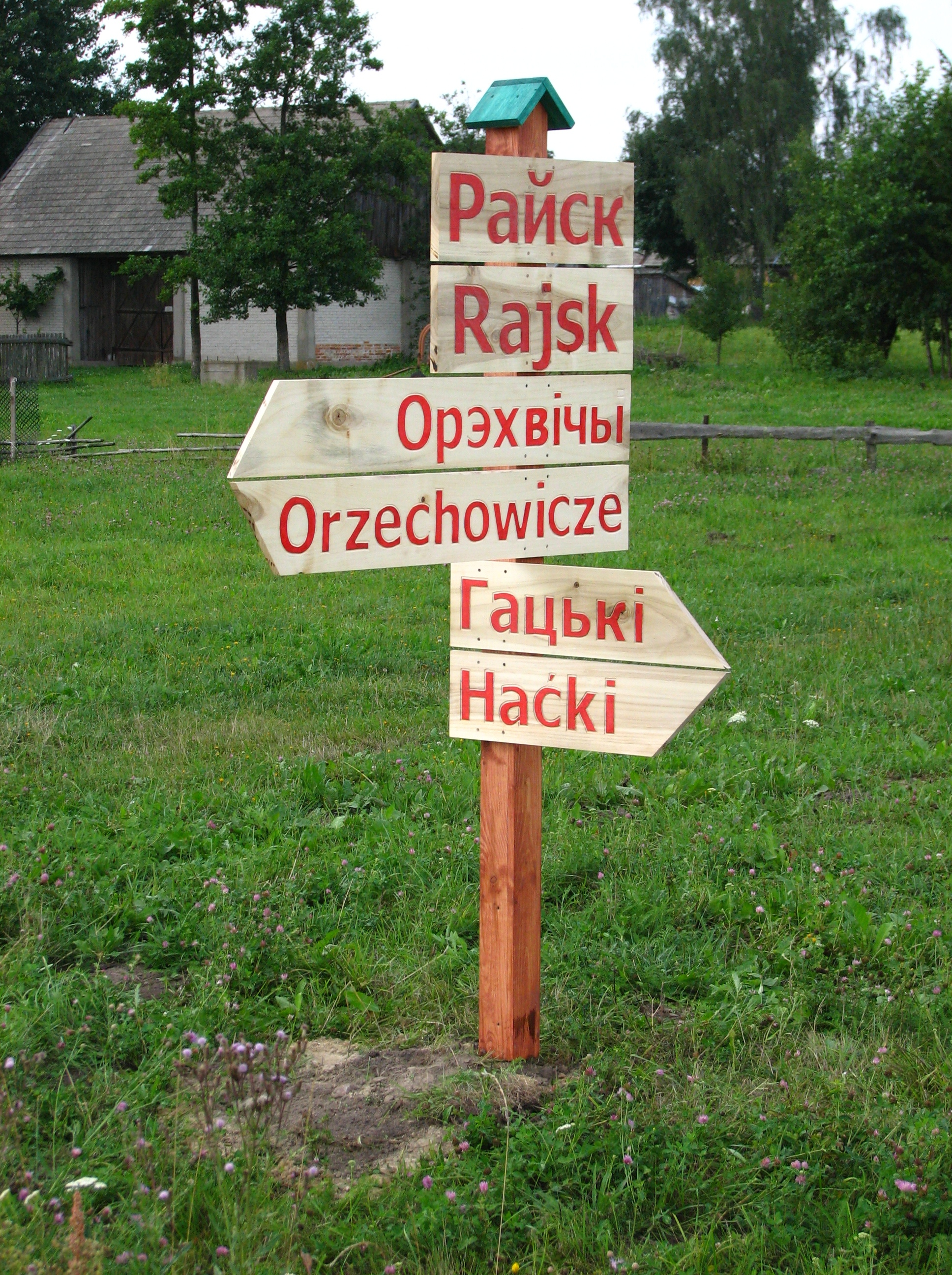
Туристический знак
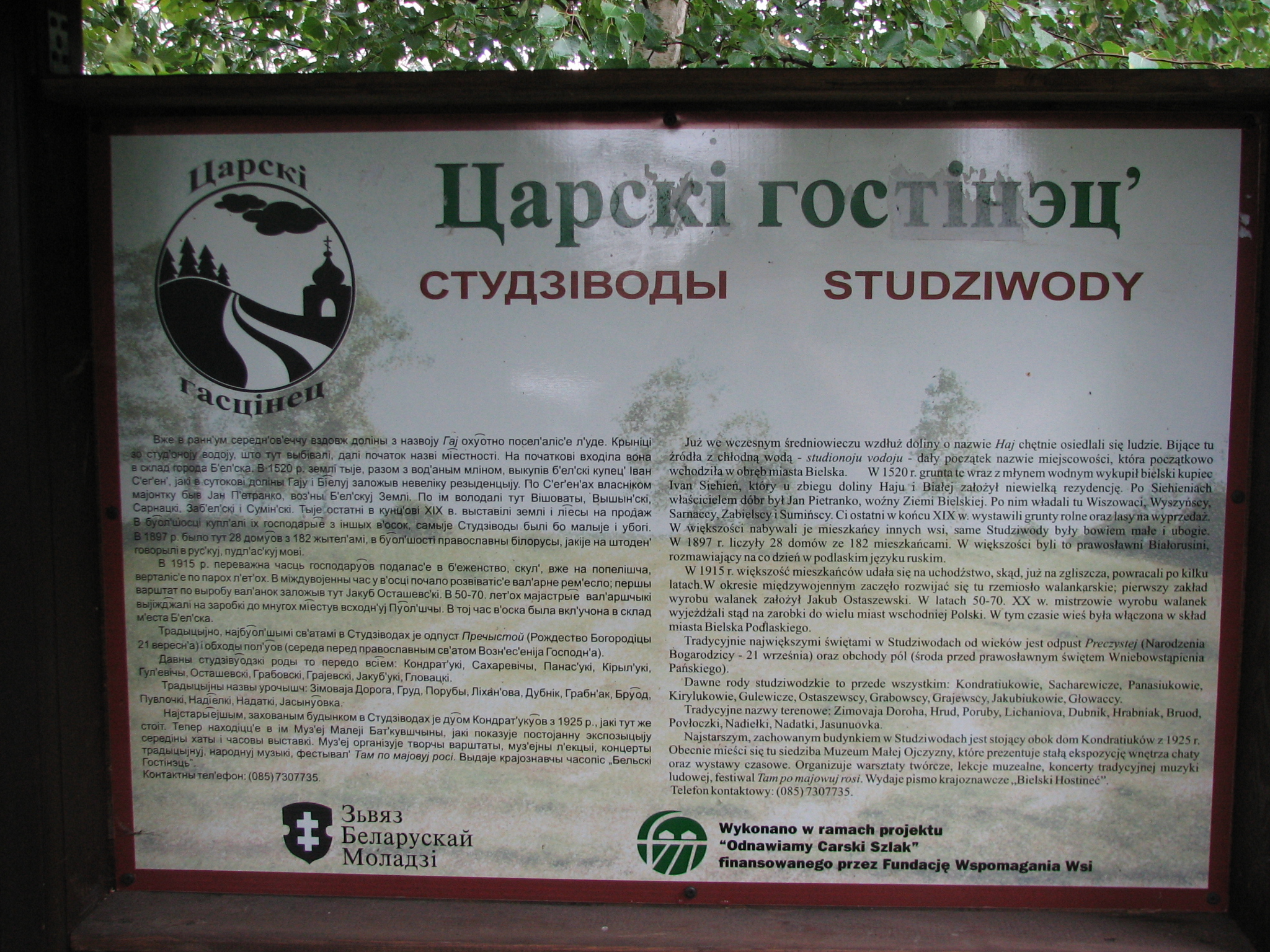
Информационный стенд в Бельске-Подляски на подляшском языке кириллицей, алфавитом по Дорофею Фиёнику

## Пример текста на подляшском
Из перевода «A Drive in the Country» Грэхема Грин на «Свой язык» (перевёл Ян Максимюк):
To była pomyłka vziati Lolu siudy. Ja siête zrozumiêv v chvili, koli my vychodili z pojizda na małôj provincijnuj stanciji. Osiênnim večerom čołoviêk prypominaje zo svoho diêtstva bôlš, niž v jakuju-leń inšu poru roku, i jeji jasny pudšpachlovany tvar i małaja torba, v kotoruj navrad čy mohli b zmiśtitisia našy rečy nanuč, prosto ne pasovali do starych špichlerôv na zbôže za uzkim kanałom, kilkoch śviêtłuv na pahôrku, plakatuv koliśnioho filmu. Ale vona skazała «davaj pojêdemo za horod», i Bishop’s Hendron, viadomo ž, było peršoju nazvoju, kotora pryjšła mniê do hołovy. Nichto mene tam ne rospuznaje, a mniê i ne podumałosia, što to same ja začnu vspominati.
Перевод на кириллицу:
То была помылка взяті Ліолю сюды. Я сіêтэ зрозуміêв в хвілі, колі мы выходілі з појізда на малôј провінціјнуј станціјі. Осіêннім вэчэром чоловіêк прыпомінае зо свого діêтства бôльш, ніж в якую-лень іншу пору року, і ејі ясны пудшпахліованы твар і малая торба, в которуј наврад чы моглі б змісьтітіся нашы рэчы нануч, просто нэ пасовалі до старых шпіхлерôв на збôжэ за узкім каналом, кількох сьвіêтлув на пагôрку, плякатув колісьніого фільму. Але вона сказала «давај појêдэмо за город», і Бішопс Гэндрон, вядомо ж, было пэршою назвою, котора прыјшла мніê до головы. Ніхто мэнэ там нэ роспузнае, а мніê і нэ подумалося, што то самэ я зачну вспомінаті.